# Marcel Marceau
Marcel Marceau, nato Marcel Mangel (Strasburgo, 22 marzo 1923 – Cahors, 22 settembre 2007), è stato un attore teatrale e mimo francese, allievo di Étienne Decroux.
È noto anche per aver divulgato in occidente il passo del moonwalk, passo nato nei ghetti americani già nel 1800  che venne poi rivisto e reso ancora più  popolare da Michael Jackson, con la sua marcia contro il vento dove andava contro un vento invisibile andando avanti, mentre Michael Jackson procedeva all'indietro.

## Biografia

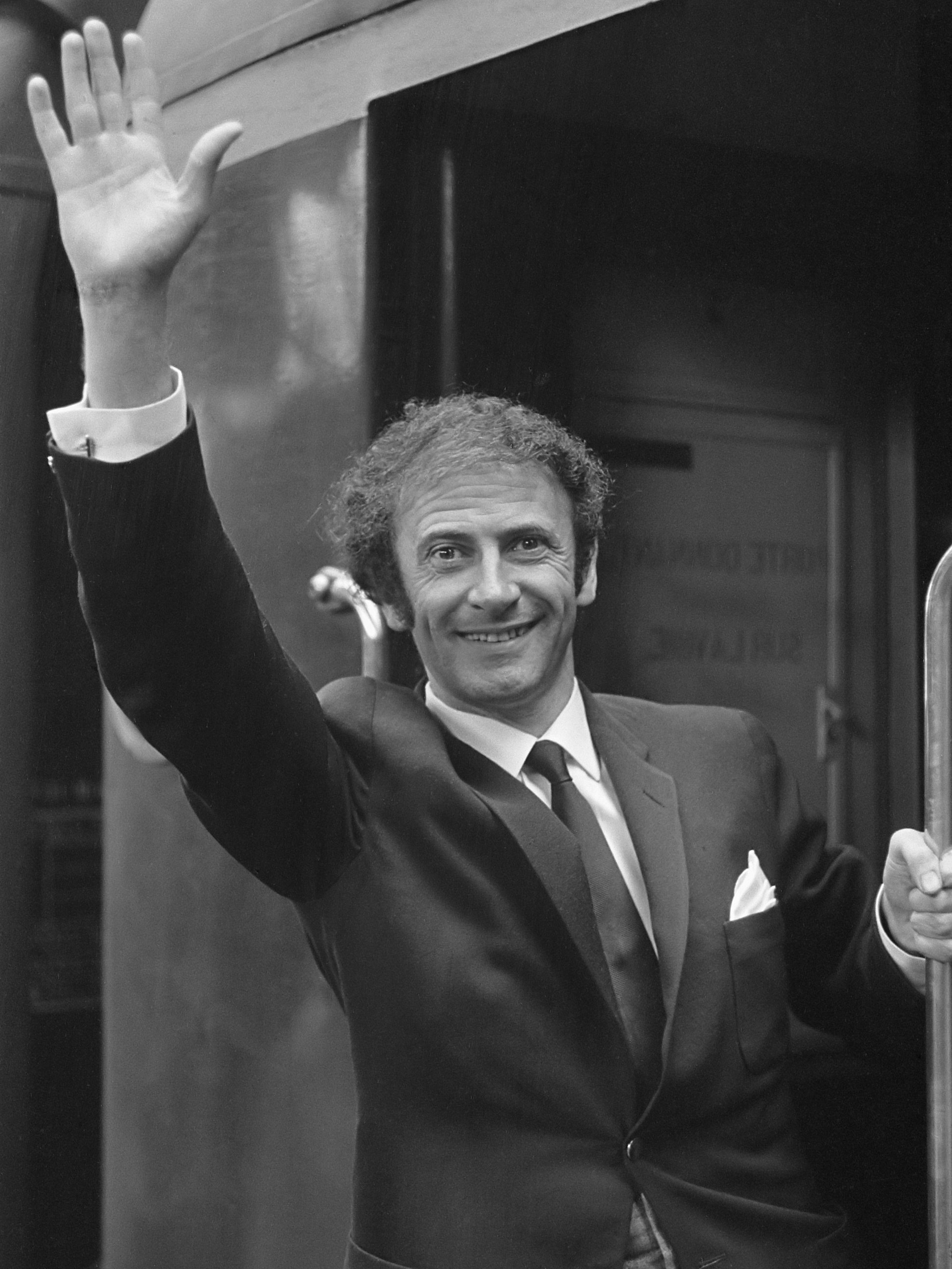
Marcel Marceau nel 1962

Marcel Marceau nacque a Strasburgo nel 1923, da una famiglia ebraica francese, con il nome di Marcel Mangel, secondogenito di Charles Mangel, macellaio kosher, e Anna Werzberg.  
Già all'età di 5 anni era rimasto affascinato vedendo al cinema i film di Charlie Chaplin; ad attrarlo era soprattutto il personaggio di Charlot, l'iconico vagabondo del cinema muto. Da bambino si divertiva a improvvisare scenette teatrali per i suoi amici, sullo stile di Charlot. 

### Membro della Resistenza francese, superstite dell'Olocausto
Quando scoppiò la seconda guerra mondiale domenica 1º settembre 1939, la famiglia Mangel obbedì all'ordine governativo di evacuazione verso la Francia del sud e, perciò, si rifugiò a Limoges.
Nel 1942 Marcel si unì con il fratello Simon (Alain) e il cugino George Loinger ad un gruppo di resistenza francese, che in seguito divenne parte dell'organizzazione Francs-tireurs et partisans (FTP). Nei documenti falsi Marcel e il fratello adottarono il cognome di Marceau, in onore di un generale della Rivoluzione francese, cognome che Marcel poi conserverà come nome d'arte nel dopoguerra.
L'esperienza della guerra gli insegnò tratti importanti della pantomima: la vita nascosta, il silenzio forzato, la paura di tradire se stessi. Marceau probabilmente interpretò la sua scena migliore già nel 1943, quando fu prelevato dalla Gestapo nella metropolitana di Parigi. Come ricercato combattente ebreo con carte false, riuscì a reprimere la sua paura e a interpretare il ruolo di innocente civile. Le sue capacità di autocontrollo fisico si rivelarono ancora una volta utili, quando nel 1943 per ben tre volte fu incaricato di accompagnare clandestinamente gruppi di bambini ebrei da un orfanotrofio francese in Svizzera, usando le sue doti mimiche per tenere buoni i piccoli durante il tragitto.
Non tutti i componenti della famiglia Mangel riuscirono a sopravvivere all'Olocausto. Il padre di Marcel fu infatti arrestato nel febbraio del 1944 dalla polizia del governo di Vichy a Limoges, deportato al campo di internamento di Drancy e quindi ad Auschwitz, dove fu trucidato nel 1945. Con l'arrivo delle truppe alleate dopo lo sbarco in Normandia, Marcel combatté come membro dell'esercito francese contro gli occupanti tedeschi. La sua prima esibizione in pubblico avvenne nell'agosto 1944 (dopo la liberazione di Parigi), davanti a tremila soldati americani. Grazie alla sua buona padronanza dell'inglese, del francese e del tedesco, fu ufficiale di collegamento della 3ª Armata degli Stati Uniti sotto il generale George S. Patton.
Fino al 2001, quando gli venne conferita la medaglia Raoul Wallenberg, Marceau non aveva mai parlato del suo passato nella Resistenza, perché come disse allora: 
(Marcel Marceau)

### La carriera di attore nel dopoguerra
Nel 1946 Marcel fu a Parigi, dove incontrò il suo mentore Étienne Decroux, che lo introdusse all'arte del mimo. Dalla sua passione per Buster Keaton, i fratelli Marx e soprattutto Charlie Chaplin, nacque l'anno successivo Bip, il suo personaggio più famoso; modellato sul vagabondo di Chaplin, Bip fu la base di tutta la sua opera successiva. Cugino della coreografa italiana Marit Bech, con la quale ha studiato e lavorato, nel 1949 l'attore fondò la Compagnia di mimo Marcel Marceau, la prima nel suo genere al mondo, attraverso cui sviluppò le sue idee sulla pantomima.
Negli anni cinquanta le frequenti rappresentazioni, sia sul palco sia in televisione, lo resero popolare anche negli Stati Uniti; profondamente colpita da una delle sue esibizioni, la futura mimo statunitense Bari Rolfe, con la quale avrebbe intessuto una lunga amicizia, avrebbe allora deciso di intraprendere quest'arte. Marceau espresse parallelamente la sua arte anche nel cinema, recitando in film quali First Class (dove interpretò ben diciassette ruoli), Shanks, Barbarella, L'ultima follia di Mel Brooks (nel quale, genialmente, l'unica parola udibile - "Non!" (francese per "No!") - è pronunciata proprio da lui). Nel 1956 vinse il Premio Emmy della TV americana per il suo storico cameo nella trasmissione Max Liebman Presents - The Maurice Chevalier Show. Nel 1969 fondò la Scuola Internazionale del Mimo Marcel Marceau, la prima di diverse accademie e programmi di formazione della sua gestione che utilizzavano le tecniche Etienne Decroux.
È inoltre autore di libri quali La ballata di Parigi e del mondo, in cui ha raccolto poesie ed illustrazioni, La storia di Bip, Il terzo occhio, alcuni libri per bambini e un romanzo ambientato in Italia, "Pimporello" (1987). Tra i numerosi riconoscimenti ottenuti nel corso dei decenni spiccano alcune lauree ad honorem di prestigiose università americane, la Legion d'onore e il titolo di Grande Ufficiale dell'Ordine al Merito dello Stato Francese, ricevuto dalle mani di Jacques Chirac nel 1998. Fino a poco prima della morte, avvenuta il 22 settembre 2007 all'età di ottantaquattro anni, Marceau ha viaggiato per il mondo nell'intento di perpetuare la tradizione del mimo attraverso la fondazione che porta il suo nome. La sua salma è stata tumulata nel cimitero parigino di Père-Lachaise. Ha avuto quattro figli.

## Filmografia

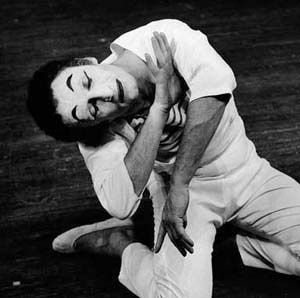
1963

- La Bague, cortometraggio, regia di Alain Resnais (1947)
- Journal masculin, cortometraggio, regia di Claude Barma (1951)
- Paris présente... le mime Marceau, cortometraggio, regia di Jean Mousselle (1953)
- La Parade, episodio di Tempi nostri - Zibaldone n. 2, regia di Paul Paviot (1954)
- Der Mantel - film TV (1954)
- Un jardin public, cortometraggio, regia di Paul Paviot (1955)
- Pantomimes, cortometraggio, regia di Paul Paviot (1956)
- Marcel Marceau tanzt - cortometraggio TV (1958)
- Sissi, la favorita dello zar (Die schöne Lügnerin), regia di Axel von Ambesser (1959)
- Marcel Marceau - film TV (1960)
- The Red Skelton Show - serie TV, 2 episodi (1961)
- Ciò, regia di Ulrich Schamoni (1966)
- Ego zvali Robert, regia di Ilya Olshvanger (1967)
- Barbarella, regia di Roger Vadim (1968)
- Shanks, regia di William Castle (1974)
- L'ultima follia di Mel Brooks (Silent Movie), regia di Mel Brooks (1976)
- Red Skelton's More Funny Faces - film TV (1983)
- Les Îles, regia di Iradj Azimi (1983)
- Elogio della pazzia, regia di Roberto Aguerre (1986)
- Paganini, regia di Klaus Kinski (1989)
- Joseph's Gift, regia di Philippe Mora (1998)
- Resistance - La voce del silenzio, regia di Jonathan Jakubowicz (2020)

## Televisione
Marcel Marceau partecipò anche a una serie di sketch per la rubrica pubblicitaria televisiva italiana Carosello, che andarono in onda nel 1975 e nel 1976, nei quali pubblicizzava i cioccolatini Perugina.

## Doppiatori italiani
- Stefano Sibaldi in Barbarella

## Nei media
Nel 2020 viene distribuito il film biografico Resistance - La voce del silenzio (Resistance), che narra le vicende di Marceau durante la sua militanza nella resistenza francese.
L'attore viene citato più volte come mentore dal personaggio di Stanis La Rochelle nella serie TV Boris.
Marcel Marceau viene citato dal cantautore Caparezza nella nona traccia dell'album Prisoner 709 cioè Migliora la tua Memoria Con Un Click in collaborazione con Max Gazzè

## Onorificenze

### Onorificenze straniere e riconoscimenti
Nel 2000 ha ricevuto il premio "Arlecchino d'Oro" a Mantova, città natale dell'Arlecchino di Tristano Martinelli.
- Nell'agosto 2005 ha ricevuto le chiavi della cittadina di Santu Lussurgiu (Sardegna).